# British Open 2023
British Open 2023 – trzeci rankingowy turniej snookerowy w sezonie 2023/2024, który został rozegrany w dniach 25 września – 1 października 2023 roku w The Centaur w Cheltenham.

## Nagrody
|                    | Nagroda   |
| ------------------ | --------- |
| Zwycięzca          | 100 000 £ |
| Finalista          | 45 000 £  |
| Półfinalista       | 20 000 £  |
| Ćwierćfinalista    | 12 000 £  |
| 4. runda           | 8 000 £   |
| 3. runda           | 5 000 £   |
| 2. runda           | 3 000 £   |
| Najwyższy break    | 5 000 £   |
| Łączna pula nagród | 478 000 £ |

## Wyniki turnieju

### Runda 1
Do 4 frame’ów

- Jack Lisowski 4-3  Shaun Murphy
- Gary Wilson 4-3  Chris Wakelin
- Ryan Day 4-1  Thor Chuan Leong
- Lü Haotian 3-4  David Gilbert
- John Higgins 1-4  Robbie Williams
- Stephen Maguire 2-4  Mark Williams
- Fan Zhengyi 4-1  Ross Muir
- He Guoqiang 4-1  Mohammad Asif(inne języki)
- Scott Donaldson 4-0  Liam Graham
- Judd Trump 3-4  Hammad Miah(inne języki)
- Jamie Jones 0-4  Julien Leclercq
- Xu Si 0-4  Allister Carter
- Noppon Saengkham 2-4  Fergal O’Brien
- David Grace 3-4  Sanderson Lam
- Daniel Wells 2-4  Ashley Carty
- Tom Ford 4-3  Ashley Hugill
- Ken Doherty 3-4  Matthew Stevens
- Ma Hailong(inne języki) 4-0  Mohamed Ibrahim(inne języki)
- Tian Pengfei 2-4  Mark Selby
- Robert Milkins 1-4  Barry Hawkins
- Kyren Wilson 4-0  Mark Allen
- Thepchaiya Un-Nooh 1-4  Oliver Lines
- Oliver Brown 2-4  Hossein Vafaei
- Ding Junhui 4-3  Liu Hongyu
- Anthony Hamilton 0-4  Xiao Guodong
- Andy Hicks 2-4  Graeme Dott
- Rod Lawler 4-1  Dominic Dale
- Si Jiahui 4-1  Neil Robertson
- Yuan Sijun 4-0  Ben Mertens
- Matthew Selt 4-1  Zak Surety
- Jimmy Robertson 4-3  Wu Yize
- Ishpreet Singh Chadha 4-2  Stuart Bingham

### Runda 2
Do 4 frame’ów

- Graeme Dott 4-0  Ashley Carty
- Si Jiahui 1-4  Mark Selby
- Tom Ford 4-0  Jimmy Robertson
- Robbie Williams 1-4  Scott Donaldson
- Ryan Day 2-4  Allister Carter
- David Gilbert 4-1  Ishpreet Singh Chadha
- Matthew Stevens 3-4  Fergal O’Brien
- Fan Zhengyi 4-2  Rod Lawler
- Xiao Guodong 4-1  Sanderson Lam
- Yuan Sijun 2-4  Hossein Vafaei
- Ding Junhui 4-0  Julien Leclercq
- Jack Lisowski 4-2  Matthew Selt
- Gary Wilson 2-4  Mark Williams
- Ma Hailong(inne języki) 4-3  Hammad Miah(inne języki)
- Oliver Lines 1-4  He Guoqiang
- Barry Hawkins 4-1  Kyren Wilson

### Runda 3
Do 4 frame’ów

- Barry Hawkins 3-4  He Guoqiang
- Graeme Dott 2-4  Hossein Vafaei
- Ding Junhui 2-4  Mark Williams
- Ma Hailong(inne języki) 1-4  Fan Zhengyi
- Allister Carter 2-4  Xiao Guodong
- Tom Ford 4-1  Scott Donaldson
- David Gilbert 3-4  Mark Selby
- Jack Lisowski 4-2  Fergal O’Brien

### Ćwierćfinały
Do 5 frame’ów

- He Guoqiang 2-5  Hossein Vafaei
- Tom Ford 3-5  Xiao Guodong
- Mark Selby 5-4  Jack Lisowski
- Mark Williams 5-1  Fan Zhengyi

### Półfinały
Do 6 frame’ów
- Mark Williams 6-3  Hossein Vafaei
- Mark Selby 6-0  Xiao Guodong

### Finał
Do 10 frame’ów
- Mark Williams 10-7  Mark Selby

## Finał
| Finał: Do 10 wygranych frame'ów · The Centaur, Cheltenham, Anglia, 1 października 2023 · Sędzia: Tatiana Woollaston                                                                                         |                    |            |
| Mark Williams | 10 – 7             | Mark Selby |
| Sesja popołudniowa: 66–59, 131–4 (110), 100–5 (55), 30–102 (58), 74–39 (74), 133–0 (133), 6–121 (98), 0–79 (73) Sesja wieczorna: 6–112 (112), 66–1, 30–73, 97–51, 91–0, 36–82, 0–81 (68), 69–56 (69), 59–54 |                    |            |
| 133 | Najwyższy break    | 112        |
| 2 | Breaki stupunktowe | 1          |
| 5 | Breaki 50-punktowe | 5          |

## Breaki stupunktowe turnieju
- 140  Xiao Guodong
- 138, 133, 110, 109  Mark Williams
- 135, 134, 125, 120, 116, 107, 106  Hossein Vafaei
- 132, 123, 112, 110  Mark Selby
- 132, 108, 101, 100  Jack Lisowski
- 126, 101  Hammad Miah(inne języki)
- 125, 124  Judd Trump
- 125  Graeme Dott
- 123, 109  He Guoqiang
- 123  Ding Junhui
- 121, 112  Kyren Wilson
- 118  Robbie Williams
- 117  Liu Hongyu
- 116  John Higgins
- 114  Barry Hawkins
- 111, 111  Shaun Murphy
- 111  Matthew Selt
- 111  Zak Surety
- 107  Allister Carter
- 107  Si Jiahui
- 105  David Gilbert
- 104  Wu Yize
- 103  Oliver Lines
- 102  Tian Pengfei
- 100  Jimmy Robertson

## Kwalifikacje
Mecze zostały rozegrane w dniach 14–19 sierpnia w Morningside Arena, w Leicesterze. Wszystkie mecze były rozgrywane do 4 wygranych frame’ów (pary nr. 9, 11, 15, 19, 20, 23, 24, 28, 31, 33, 34, 35, 37, 46, 47 oraz 52 rozegrały swoje mecze w czasie fazy telewizyjnej). Wyłoniły one 64 zawodników, którzy zostali rozstawieni do turnieju zasadniczego.
| Alfred Burden             | 2-4 | Ken Doherty            |
| Lukas Kleckers            | 1-4 | Si Jiahui              |
| Dominic Dale              | 4-1 | Mark Joyce             |
| Ma Hailong                | 4-2 | Ian Burns              |
| Manasawin Phetmalaikul    | 1-4 | Ishpreet Singh Chadha  |
| Jenson Kendrick           | 1-4 | David Grace            |
| Hammad Miah               | 4-3 | Zhou Yuelong           |
| Andrew Higginson          | 1-4 | Andy Hicks             |
| Ben Woollaston            | 2-4 | Mark Selby             |
| James Cahill              | 1-4 | Tom Ford               |
| Gary Wilson               | 4-1 | Ahmed Aly              |
| Oliver Brown              | 4-3 | Himanshu Dinesh Jain   |
| Xu Si                     | 4-0 | Ricky Walden           |
| Rod Lawler                | 4-2 | Sam Craigie            |
| Jiang Jun                 | 2-4 | Robert Milkins         |
| Robbie Williams           | 4-0 | Pang Junxu             |
| Liam Pullen               | 0-4 | Oliver Lines           |
| Adam Duffy                | 1-4 | Scott Donaldson        |
| Anton Kazakow             | 2-4 | Judd Trump             |
| Shaun Murphy              | 4-1 | Rebecca Kenna          |
| Graeme Dott               | 4-3 | Zhang Anda             |
| Siripaporn Nuanthakhamjan | 1-4 | Liu Hongyu             |
| Allister Carter           | 4-3 | Allan Taylor           |
| Joe O’Connor              | 3-4 | Jack Lisowski          |
| Rory McLeod               | 1-4 | Tian Pengfei           |
| Dylan Emery               | 1-4 | Yuan Sijun             |
| Chris Wakelin             | 4-3 | Andrew Pagett          |
| Jamie Clarke              | 1-4 | Neil Robertson         |
| Mohamed Ibrahim           | 4-3 | Nutcharut Wongharuthai |
| Anthony Hamilton          | 4-1 | Aaron Hill             |
| Mark Allen                | 4-1 | Anthony McGill         |
| Stuart Carrington         | 3-4 | Ross Muir              |

| Sean O’Sullivan    | 0-4 | Ryan Day              |
| Kyren Wilson       | 4-1 | Martin O’Donnell      |
| Ding Junhui        | 4-3 | Luca Brecel           |
| Stuart Bingham     | 4-0 | John Astley           |
| John Higgins       | 4-1 | Long Zehuang          |
| Stephen Hendry     | 2-4 | Mohammad Asif         |
| Liam Graham        | 4-3 | Cao Yupeng            |
| Ashley Hugill      | 4-2 | Jak Jones             |
| Elliot Slessor     | 2-4 | He Guoqiang           |
| Andy Lee           | 1-4 | Hossein Vafaei        |
| David Lilley       | 1-4 | Lü Haotian            |
| David Gilbert      | 4-1 | Ryan Thomerson        |
| Victor Sarkis      | 0-4 | Matthew Stevens       |
| Stan Moody         | 0-4 | Barry Hawkins         |
| Peng Yisong        | 1-4 | Mark Williams         |
| Thor Chuan Leong   | 4-1 | Alexander Ursenbacher |
| Wu Yize            | 4-2 | Martin Gould          |
| Xiao Guodong       | 4-2 | Marco Fu              |
| Jackson Page       | 2-4 | Ashley Carty          |
| Steven Hallworth   | 0-4 | Jimmy Robertson       |
| Matthew Selt       | 4-0 | Liam Highfield        |
| Noppon Saengkham   | 4-1 | Xing Zihao            |
| Fergal O’Brien     | 4-1 | Andres Petrov         |
| Thepchaiya Un-Nooh | 4-0 | Reanne Evans          |
| Joe Perry          | 2-4 | Sanderson Lam         |
| Jordan Brown       | 3-4 | Daniel Wells          |
| Julien Leclercq    | 4-2 | Dean Young            |
| Jamie Jones        | 4-0 | Mostafa Dorgham       |
| Mark Davis         | 3-4 | Fan Zhengyi           |
| Stephen Maguire    | 4-0 | Jimmy White           |
| Louis Heathcote    | 2-4 | Ben Mertens           |
| Michael White      | 2-4 | Zak Surety            |

## Breaki stupunktowe kwalifikacji
- 136, 115  Daniel Wells
- 135  Stephen Maguire
- 134  Robbie Williams
- 133, 102  Jack Lisowski
- 129, 119  Zhang Anda
- 128  Mark Williams
- 122  Julien Leclercq
- 116  Judd Trump
- 114  Martin Gould
- 105  Long Zehuang
- 105  Joe O’Connor
- 105  Zhou Yuelong
- 104  Kyren Wilson
- 101  Ben Mertens
- 101  Thor Chuan Leong